# Otto Röer
Otto Röer (* 14. September 1881 in Gandersheim; † 22. Februar 1957 in Kiel) war ein deutscher Verwaltungsjurist.

## Leben
Als Sohn vom Gandersheimer Bürgermeister begann Röer Rechtswissenschaft an der Philipps-Universität Marburg zu studieren. 1901 wurde er Mitglied des Corps Teutonia Marburg. Als Inaktiver wechselte er an die Friedrich-Wilhelms-Universität zu Berlin, später an die Christian-Albrechts-Universität zu Kiel. 1903 bestand er das Referendarexamen. Seit 1909 Assessor, trat er 1911 als Landesassessor in die Verwaltung der Provinz Schleswig-Holstein. 1914 zum ersten Landesrat des Schleswig-holsteinischen Provinzialverbands in Kiel ernannt, nahm er am ganzen Ersten Weltkrieg teil, zuletzt als Hauptmann der Reserve. Zunächst für drei Jahre kommissarisch, war er von 1932 bis 1938 Landeshauptmann von Schleswig-Holsteins Provinzialverband. 1935 trat Röer in die NSDAP ein und wurde Mitglied in mehreren NS-Organisationen. Ab 1939 arbeitete er als Dezernent für die Abteilung „Kirchen und Schulen“ bei der Regierung in Münster. Im Zweiten Weltkrieg diente er von 1939 bis 1940 in der Wehrmacht.
1946 wurde Röer im Entnazifizierungsverfahren von der Britischen Militärverwaltung in die Gruppe der Minderbelasteten eingeordnet.
Nach zwölfjährigem Ruhestand starb er im 76. Lebensjahr. Verheiratet war er seit 1914 mit der Kielerin Gertrud Lehment, mit der er vier Söhne und eine Tochter hatte.